# Royaume du Vestfold
Le royaume de Vestfold était l'un des petits royaumes norvégiens du Moyen Âge. Le Vestfold est l'un des fylker actuels de la Norvège. Situé le long de la côte sur de la Norvège, autour du fjord d'Oslo, il se développe en un royaume à part entière et devient le principal État au travers duquel l'unification de la Norvège prend lieu. Le nom de ce territoire aurait été Vend. Le royaume du Vestfold comportait plusieurs centres politiques dont le principal serait Kaupang, à proximité du grand cimetière de Borre. Il est l'un des plus puissants petits royaumes avant l'unification. Il est étroitement associé à la dynastie des Ynglingar. Les découvertes archéologiques à Oseberg et Gokstad, où des navires funéraires sont excavés, indiquent la richesse et l'influence de ce royaume. Avec ses connexions maritimes, le royaume joue un rôle clé dans le commerce et la navigation le long des côtes norvégiennes. C’est dans cette région que le premier nom du royaume de Norvège (Norðweg) aurait été utilisé pour désigner la voie maritime qui longe la côte scandinave.
Quelques rois connus du Vestfold :
- Erik Agnarsson ;
- Halfdan Hvitbeinn (une partie seulement du Vestfold) ;
- Eystein Halfdansson ;
- Halfdan le Doux ;
- Gudrød le Chasseur ;
- Halfdan le noir, avec son frère, Olaf Gudrødsson ;
- Ragnvald montagne haute ;
- Harald à la belle chevelure ;
- Bjørn Farmann ;
- Olaf Haraldsson Geirstadalf, frère de Bjørn ;
- Gudrœd Bjornsson  ;
- Harald Gudrødsson Grenske, mort en 986.